# Nieul-le-Dolent
Nieul-le-Dolent é uma comuna francesa na região administrativa do País do Loire, no departamento da Vendeia. Estende-se por uma área de 27.50 km². Em 2010 a comuna tinha 2 520 habitantes (densidade: 91,6 hab./km²).